# Kraj (Mošćenička Draga)
Kraj je naselje u Hrvatskoj u sastavu općine Mošćeničke Drage. Nalazi se u Primorsko-goranskoj županiji. 

## Upravna organizacija
Tvore ga dva naselja, Donji Kraj i Gornji Kraj. 
Upravno su spojena u jedno naselje i tvore jednu katastarsku općinu.

## Zemljopis
Jugozapadno je Obrš, sjeverozapadno je Sveti Anton, sjeverno je Medveja. Jugozapadno su Grabrova, Sveti Petar, Mošćenička Draga i Mošćenice.

## Stanovništvo
| broj stanovnika | 98    | 74    |
|                 | 2011. | 2021. |

## Poznate osobe
- Viktor Car Emin rodio se je u ovom selu[6]